# حاجی‌ملک (جمهوری آذربایجان)
حاجی‌ملک (به لاتین: Hacıməlik، تا ۵ اکتبر ۱۹۹۹ عزیز بی‌اف Əzizbəyov) یک منطقه مسکونی در جمهوری آذربایجان است که در شهرستان گوی گول واقع شده است. حاجی‌ملک ۳۸۷۱ نفر جمعیت دارد.